# Stanisław Pruszyński (dziennikarz)
Stanisław (Stash) Pruszyński (ur. 25 października 1935 r. w Warszawie) – polski dziennikarz radiowy, reporter, redaktor, przedsiębiorca gastronomiczny.
Syn pisarza Ksawerego Pruszyńskiego (1907–1950) i Marii z Meysztowiczów, bratanek Mieczysława Pruszyńskiego, brat Aleksandra Pruszyńskiego. Uczył się w jezuickiej szkole św. Alojzjusza w Hadze (1948–1950) i szkole Towarzystwa Przyjaciół Dzieci I w Warszawie (1950–1951). Od 1951 do 1954 r. uczęszczał do liceum ogólnokształcącego w Rabce, gdzie zdał maturę. Podjął w 1954 r. studia w Wyższej Szkole Wychowania Fizycznego w Krakowie, ale po niespełna roku przerwał naukę, korzystając z pomocy grupy młodych ludzi z zagranicy, poznanej podczas V Światowego Festiwalu Młodzieży i Studentów potajemnie wyjechał z Polski i zamieszkał w Niemczech.
Na emigracji pracował w "Głosie Ameryki" (dla szefów radiostacji amerykańskiej w przedstawicielstwie w Niemczech; 1955–1956) oraz, nieetatowo, w Rozgłośni Polskiej Radia Wolna Europa w Monachium (do maja 1956 r.), gdzie zajmował się m.in. oceną programową audycji radiowych z punktu widzenia młodzieży mieszkającej w Polsce. Zamieszkiwał w Monachium, dzieląc mieszkanie wynajęte przez RWE wespół z Michałem Tyszkiewiczem. Jego najbliższymi kolegami w Rozgłośni byli m.in. Andrzej Krzeczunowicz (późniejszy ambasador RP w Brukseli) i Witold Sulimirski (później bankier w Nowym Jorku). Wiosną 1956 r., dzięki Janowi Nowakowi-Jeziorańskiemu otrzymał stypendium i podjął studia w Collège de l’Europe Libre w Strasburgu (kursy letnie w latach 1956, 1957 i 1958) oraz na Uniwersytecie w Edynburgu (1956–1962, z przerwą na rok akademicki 1960–1961, podczas którego uczył języka angielskiego w Lycée Municipal d’Etampes pod Paryżem). 
W latach 1962–1964 był redaktorem podręczników nowojorskiej firmy Harper & Row (biuro w Londynie). W listopadzie 1964 r. otrzymał ponowną ofertę zatrudnienia w Rozgłośni Polskiej RWE, której nie przyjął, chcąc pracować jako redaktor wiadomości lokalnych w "Quebec Chronicle Telegraph" (Kanada, 1964-1965). Od 1965 do 1966 r. był redaktorem w United Press International (UPI), następnie reporterem w "The Ottawa Journal" (od 1966 do 1967 r.) i "The Gazette" (Montreal, 1967–1969). Jako reporter, był bezpośrednim świadkiem zamachu na senatora Roberta F. Kennedy'ego w Los Angeles (5 czerwca 1968 r.). Od 1969 do 1980 r. prowadził trzy własne restauracje w Montrealu. Pierwsza z nich, "Stasia Restauracja Polska – Stash's Cafe-Bazaar" – obecnie "Stash Café", sprzedana znajomym w 1978 r., istnieje do dziś. W latach 1980–1990 był właścicielem firmy przewodników w Paryżu. Od 1990 do 1992 r. zajmował się odnawianiem budynków mieszkalnych na południu Francji.

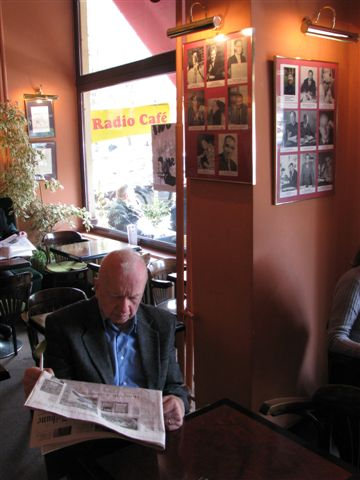
Stanisław (Stash) Pruszyński w Radio Café, Warszawa, 16 kwietnia 2009 r.

W 1992 r. powrócił do Polski i zajął się działalnością gastronomiczną w Warszawie. Prowadzi restaurację wraz z żoną Aleksandrą, w lokalu wynajmowanym od Miasta Stołecznego Warszawy, gdzie okresowo miało też swoją siedzibę Stowarzyszenie Pracowników, Współpracowników i Przyjaciół Rozgłośni Polskiej Radia Wolna Europa Imienia Jana Nowaka-Jeziorańskiego. W miejscu tym znajdują się liczne fotografie i pamiątki z okresu działalności Rozgłośni Polskiej RWE w Monachium, pozostawione przez Stowarzyszenie w celach historyczno-pamiątkowych, po zakończeniu działalności w lokalu restauracji.
Autor książki w języku angielskim Israel. An American Catastrophe (2024).
Mieszka w Warszawie.